# ألكسندر بيتشكوف
ألكسندر بيتشكوف (بالروسية: Александр Владимирович Бычков، من مواليد 1 أبريل 1988) قاتل متسلسل روسي، أدين بقتل تسعة رجال في بيلينسكي بينزا أوبلاست بين عامي 2009 و 2012.
استهدف بيتشكوف الرجال المسنين ومدمني الكحول والمشردين حول بيلينسكي، وبعد اعتقاله ادعى بيتشكوف أنه قام بتفكيك ضحاياه. يُعتقد أن بيشكوف قتل ما يصل إلى 11 شخصًا بناءً على أدلة تم اكتشافها من منزله.
في يناير 2012 تم القبض على بيتشكوف. في 22 مارس 2013 حكمت عليه محكمة بينزا الإقليمية بالسجن مدى الحياة. في 20 نوفمبر 2013 أقرت المحكمة العليا الروسية حكما بالسجن مدى الحياة ضد بيتشكوف.